# الدوري الذهبي 2006
تنافس على المليون دولار في الدوري الذهبي لسنة 2006، 6 رياضين و5 رياضيات خلال 6 محطات.
يجب الفوز ب 6 محطات لنيل جائزة المليون دولار.

## الفائزون
- أسافا باول  جامايكا
- جيريمي وارينر  الولايات المتحدة
- سانيا ريتشاردز  الولايات المتحدة

## النتائج
|               | أوسلو 2 يونيو                     | باريس 8 يوليو                     | روما 14 يوليو                     | زوريخ 18 أغسطس                    | بروكسيل 25 أغسطس                  | برلين 3 سبتمبر                    |
| ------------- | --------------------------------- | --------------------------------- | --------------------------------- | --------------------------------- | --------------------------------- | --------------------------------- |
| رجال          |                                   |                                   |                                   |                                   |                                   |                                   |
| 100 متر       | أسافا باول · جامايكا              | أسافا باول · جامايكا              | أسافا باول · جامايكا              | أسافا باول · جامايكا              | أسافا باول · جامايكا              | أسافا باول · جامايكا              |
| 400 متر       | جيريمي وارينر · الولايات المتحدة  | جيريمي وارينر · الولايات المتحدة  | جيريمي وارينر · الولايات المتحدة  | جيريمي وارينر · الولايات المتحدة  | جيريمي وارينر · الولايات المتحدة  | جيريمي وارينر · الولايات المتحدة  |
| 1500 م        | اليكس كيبشرشير · كينيا            | ايفان يشكو · أوكرانيا             | دانيل كيبشرشير · كينيا            | اغوستين شوغو كيبرونو · كينيا      | مهدي باعلا · فرنسا                | اغوستين شوغو كيبرونو · كينيا      |
| 3000 م 5000 م | ازاك كيبرونو سونغوغ · كينيا       | كنينيسا بيكيلي · إثيوبيا          | كنينيسا بيكيلي · إثيوبيا          | كنينيسا بيكيلي · إثيوبيا          | كنينيسا بيكيلي · إثيوبيا          | كنينيسا بيكيلي · إثيوبيا          |
| الوثب الطويل  | ارفينغ سلادينو · بنما             | اغنيسيوس غساه · غانا              | ارفينغ سلادينو · بنما             | ارفينغ سلادينو · بنما             | ارفينغ سلادينو · بنما             | ارفينغ سلادينو · بنما             |
| رمي الرمح     | اندراس تولكيندسين · النرويج       | تيرو بيتكاماكي · فنلندا           | اندراس تولكيندسين · النرويج       | ترو بيتكاماكي · فنلندا            | اندراس تولكيندسين · النرويج       | اندراس تولكيندسين · النرويج       |
| نساء          |                                   |                                   |                                   |                                   |                                   |                                   |
| 100 متر       | ديبي فيرغيسون · جزر البهاما       | ماريون جونز · الولايات المتحدة    | شيرون سيبسون · جامايكا            | شيرون سيبسون · جامايكا            | شيرون سيبسون · جامايكا            | شيرون سيبسون · جامايكا            |
| 400 متر       | سانيا ريتشاردز · الولايات المتحدة | سانيا ريتشاردز · الولايات المتحدة | سانيا ريتشاردز · الولايات المتحدة | سانيا ريتشاردز · الولايات المتحدة | سانيا ريتشاردز · الولايات المتحدة | سانيا ريتشاردز · الولايات المتحدة |
| 3000 م 5000 م | تورنيش ديبابا · إثيوبيا           | تورنيش ديبابا · إثيوبيا           | تورنيش ديبابا · إثيوبيا           | تورنيش ديبابا · إثيوبيا           | تورنيش ديبابا · إثيوبيا           | ميسريت ديفار · إثيوبيا            |
| 100 م حواجز   | بجيت فوستير هيلتون · جامايكا      | سوسانا كالور · السويد             | سوسانا كالور · السويد             | ميشيل بيري · الولايات المتحدة     | ميشيل بيري · الولايات المتحدة     | فيرجينيا بوول · الولايات المتحدة  |
| الوثب العالي  | بلانكا فلاسيتش · كرواتيا          | يلينا سريسانيكو · روسيا           | بلانكا فلاسيتش · كرواتيا          | فينيلينا فينيفا · بلغاريا         | تيا هيلبوت · بلجيكا               | تيا هيلبوت · بلجيكا               |